# Hjälmaren
El lago Hjälmaren (['jɛl:ˌmaɳ]) es el cuarto más grande de Suecia. Se sitúa al sudoeste del lago Mälaren a través del cual desagua al mar Báltico, al oeste de Estocolmo. Conectado con esta a través del canal de Hjälmare, un canal de 13 km de longitud. Administrativamente, el lago pertenece a las provincias de Örebro, Södermanland y Västmanland (provincias históricas de Södermanland, Närke y Västmanland). 

## Características
El lago tiene una superficie de 485 km², 63 km de longitud y 20 km de ancho y una profundidad media de 6 m. La ciudad de Örebro está emplazada en la orilla oeste del lago.

## Galería

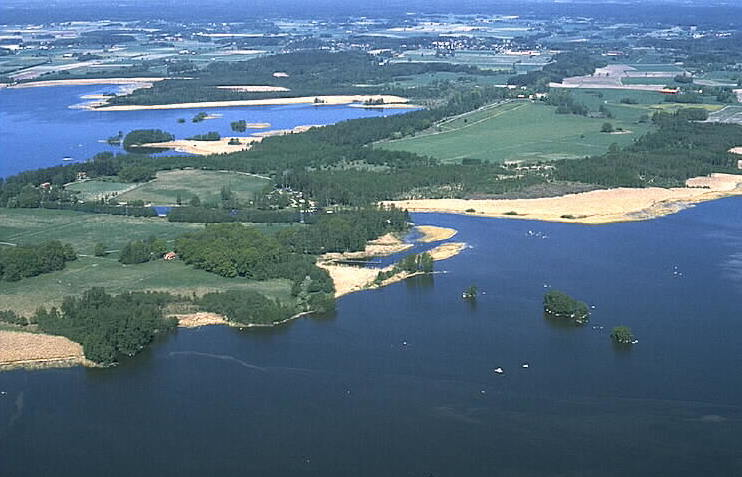
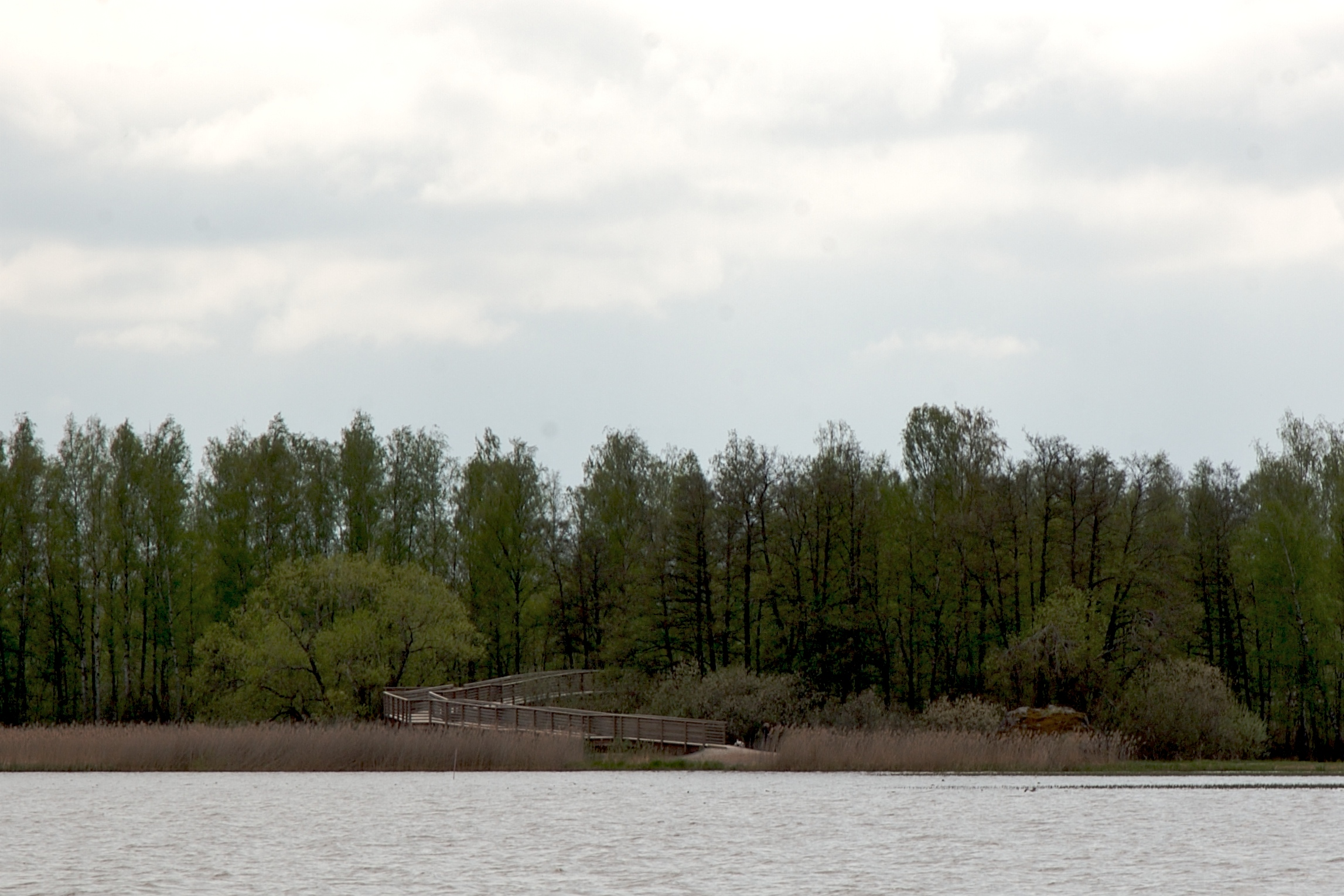
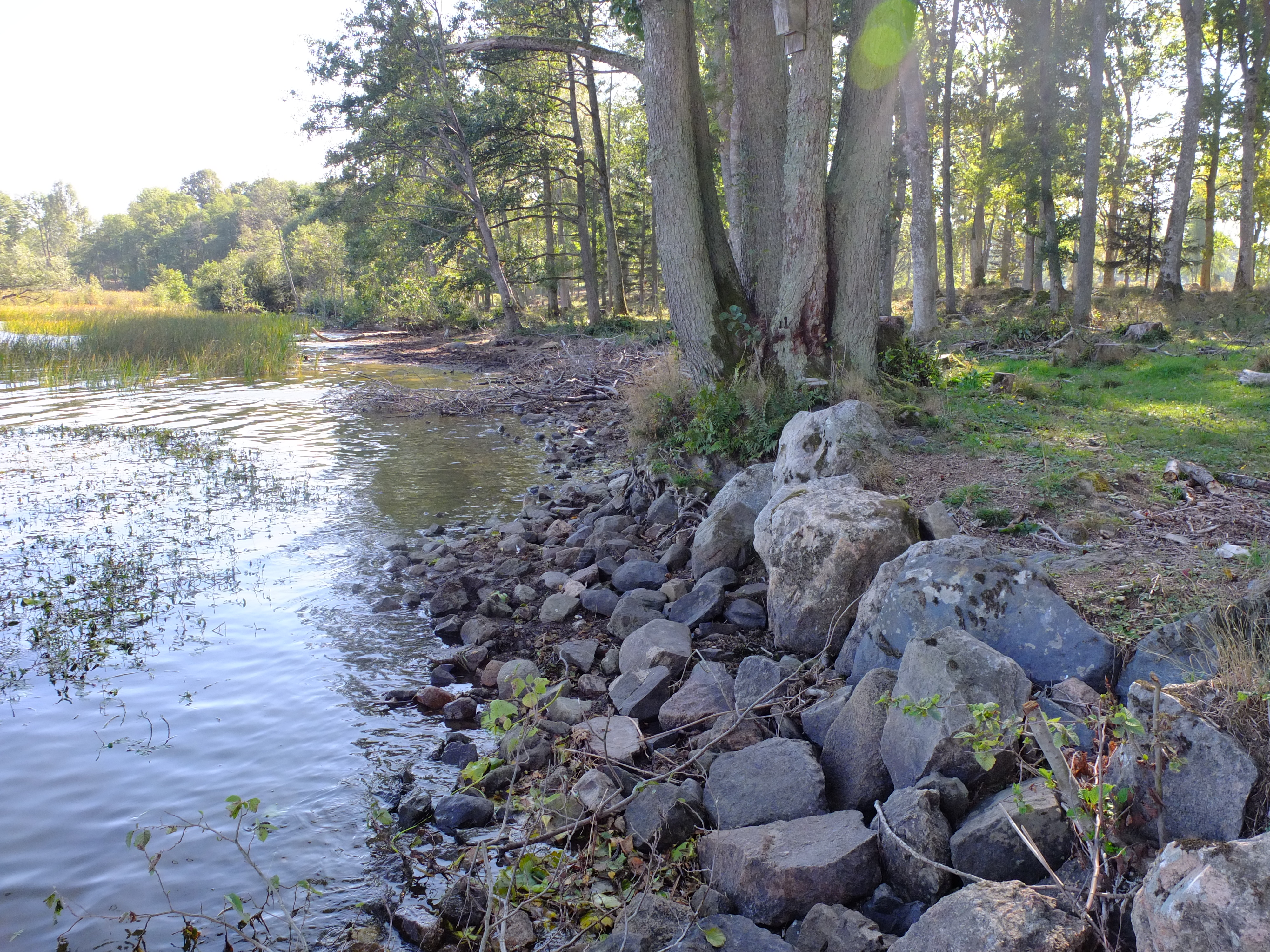
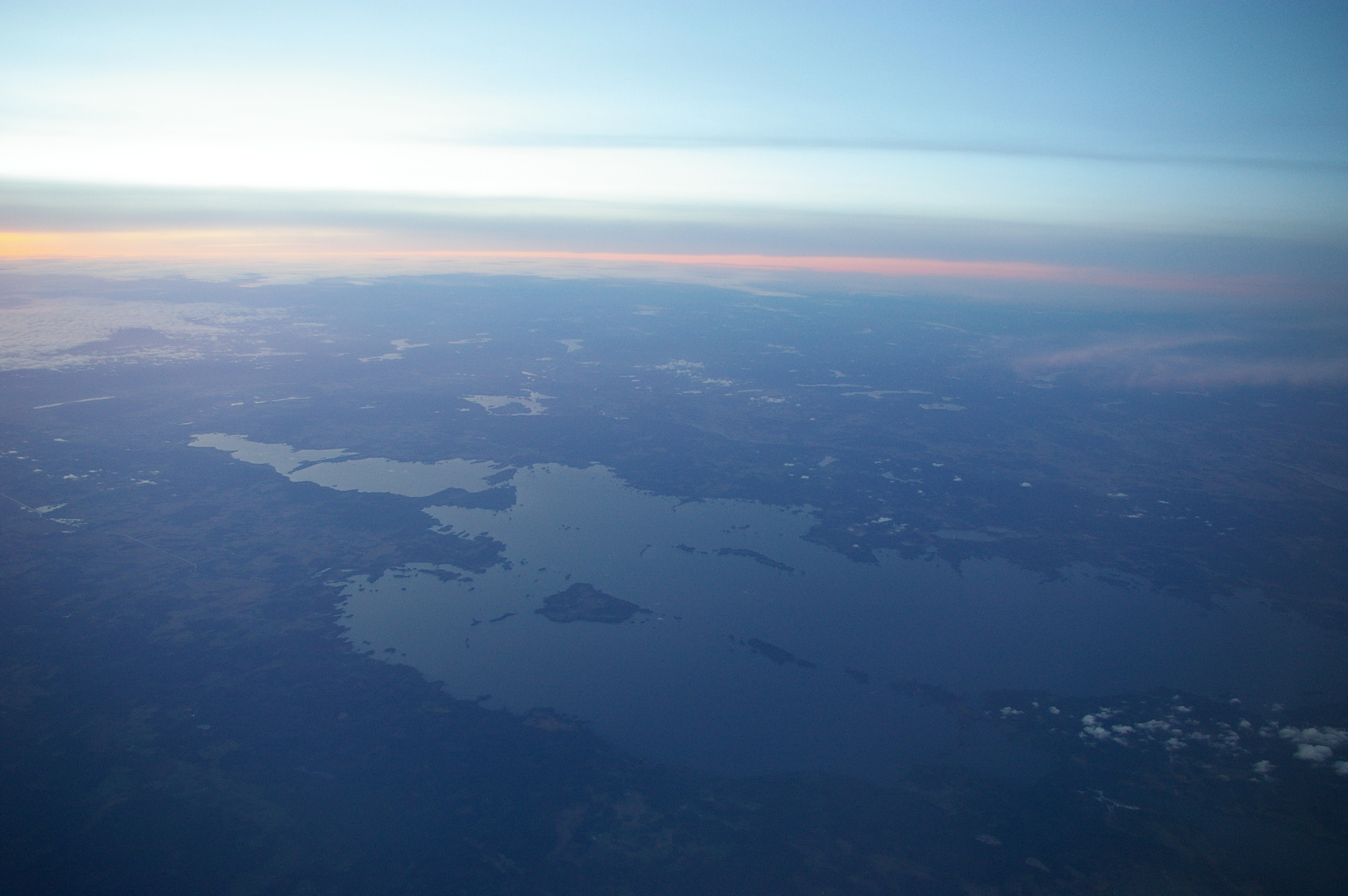
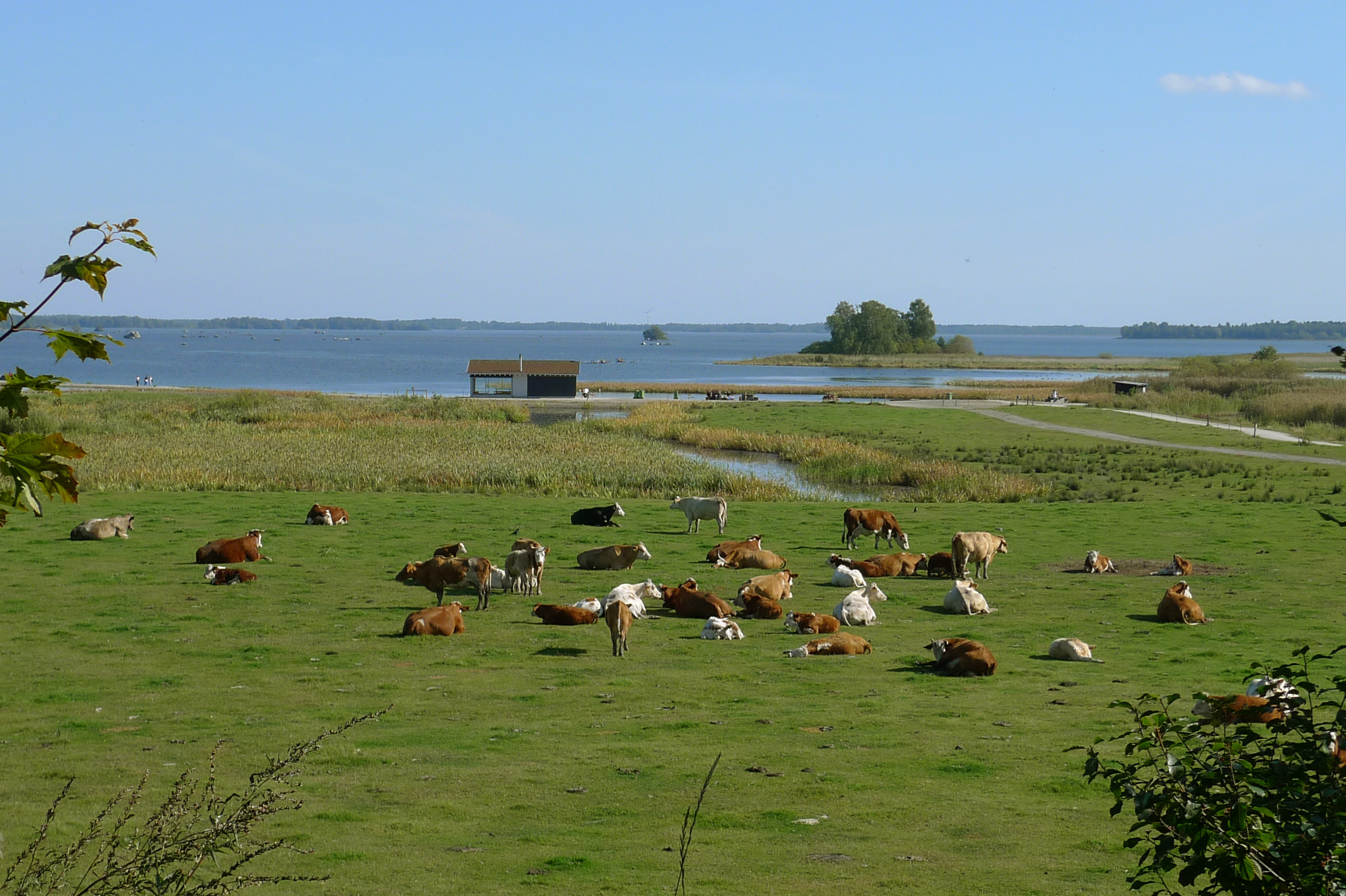

- Datos: Q211425
- Multimedia: Hjälmaren / Q211425